# Turi Widerøe
Turi Widerøe född 23 november 1937 i Oslo, är en norsk f.d. flygkapten senare tjänsteman vid Norsk rikskringkasting. Hon är dotter till Viggo Widerøe
Widerøe arbetade först som redaktionssekreterare vid en tidskrift för arkitekter och två år som malmletare i Nordnorge. Efter 10 år i markbundna arbeten gav hon upp. Hon ville bli flygare trots att hennes pappa satte sig emot med alla medel.
Hon tog A-certifikat 1962 och anställdes i Widerøes Flyveselskap som extrapilot. Hon tog senare trafikflygcertifikat och började flyga Otter pontonflygplan som flygstyrman och senare som flygkapten. Sista tiden vid Widerøes Flyveselskap flög hon Twin Otter. 1968 sökte hon sig till SAS och efter utbildning vid SAS flygskola blev hon den första kvinnliga trafikflygaren i ett större flygbolag i västvärlden. I maj 1969 blev hon styrman på Convair 440 Metropolitan, och i början av 1970-talet överfördes hon till SAS:s första jetflyg Caravelle. Hon fick sedan tre barn i rask följd och flygningen fick stå tillbaka. Hon återkom till SAS där hon gick igenom en fullständig DC-9 utbildning men i april 1975 när hon genomförde sin uppflygning väntade hon barn igen. Under barnledigheten hann alla hennes flygcertifikat förfalla och hon bestämde sig för att sluta som yrkespilot.
Hon tilldelades Harmon Trofén 1969 och FAIs Paul Tissandier Diplom 2004.